# Kodboken
Kodboken (The Code Book: The Science of Secrecy from Ancient Egypt to Quantum Cryptography) är en bok av Simon Singh som handlar om kryptografins historia. Boken utgavs på engelska 1999.
Här står det bland annat om kryptoanalytikern François Viète, Vigenère-chiffret, Enigma-chiffret, RSA-kryptering och framtidens kvantkryptering. Boken innehåller också en kodtävling som har avgjorts. Vinnarna var fem svenskar, varav tre var doktorander vid Kungliga Tekniska högskolan.